# Meine
Meine es un municipio situado en el distrito de Gifhorn, en el estado federado de Baja Sajonia (Alemania). Tiene una población estimada, a fines de 2020, de 8613 habitantes
Está ubicado a poca distancia al oeste de la frontera con el estado de Sajonia-Anhalt, y muy cerca de las ciudades de Brunswick y Wolfsburgo.